# Xian de Changting
Le xian de Changting (长汀县 ; pinyin : Chángtīng Xiàn) est un district administratif de la province du Fujian en Chine. Il est placé sous la juridiction de la ville-préfecture de Longyan.

## Démographie
La population du district était de 482 438 habitants en 1999.